# Keilblättrige Rose

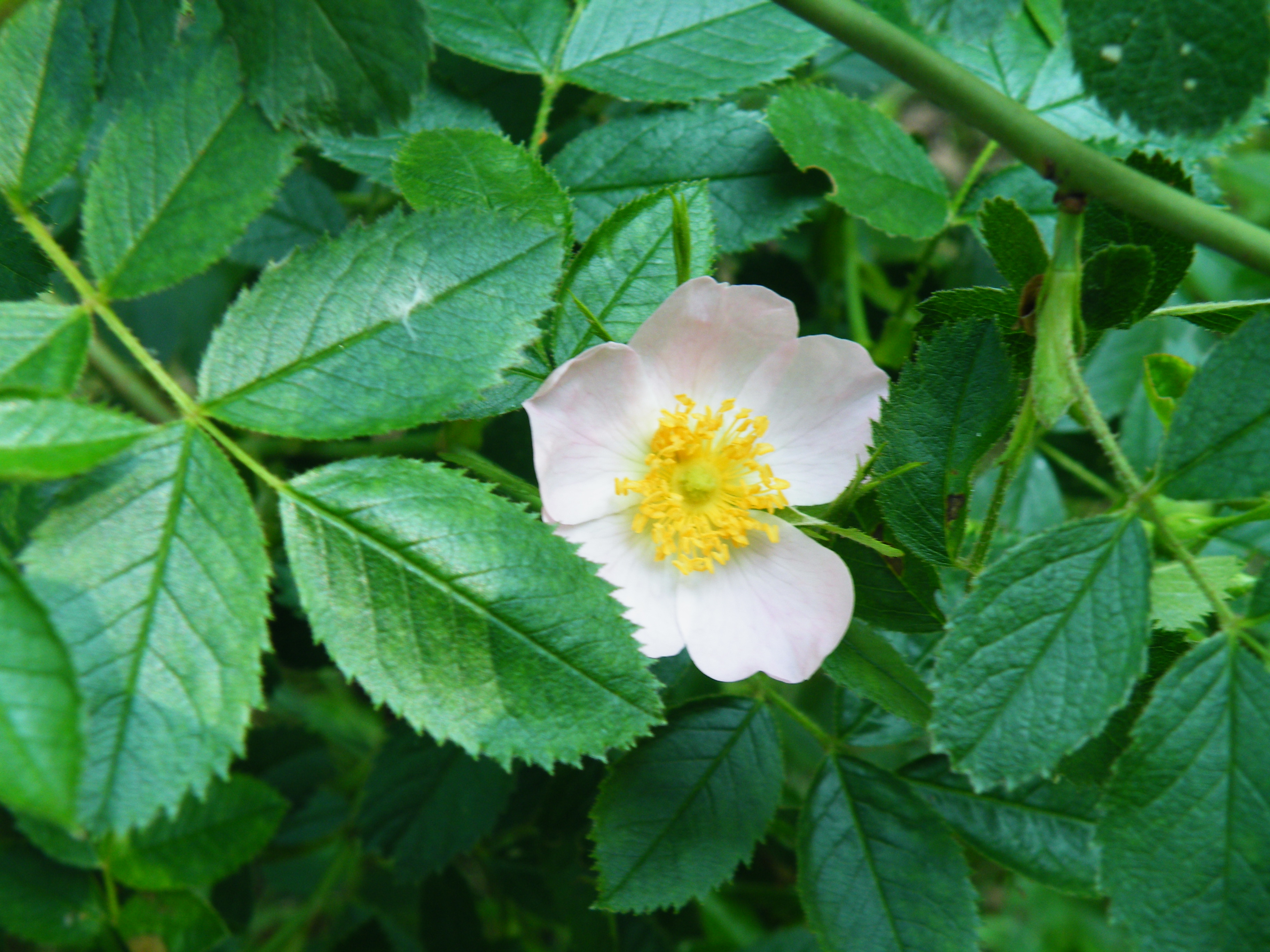
Blüte und Blätter der Rosa elliptica

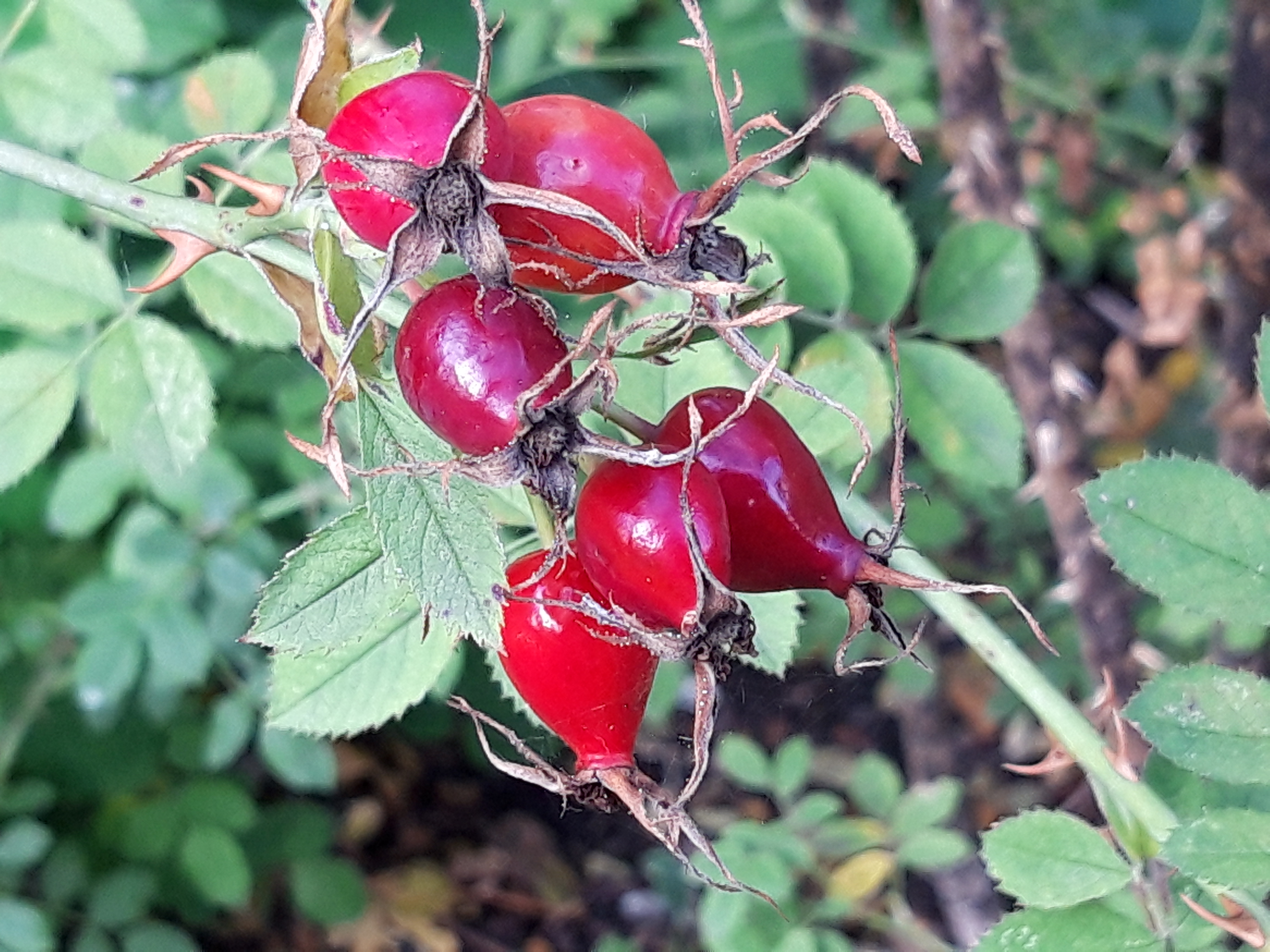
Hagebutten der Rosa elliptica

Die Keilblättrige Rose (Rosa elliptica), fälschlich auch Kleinblättrige Rose genannt, ist eine Pflanzenart aus der Gattung Rosen (Rosa) innerhalb der Familie der Rosengewächse (Rosaceae). Das natürliche Verbreitungsgebiet umfasst Mitteleuropa.

## Beschreibung
Die Keilblättrige Rose wächst als gedrungener, dichter Strauch, der Wuchshöhen von bis zu 1,2 m erreicht. Die Äste tragen Stacheln.
Die Blütezeit erstreckt sich von Juni bis August. Die zwittrigen Blüten sind radiärsymmetrisch und fünfzählig. Die Kelchblätter sind nach der Anthese aufrecht und haltbar. Die fünf freien Kronblätter sind hellrosafarben. Der Durchmesser des Griffelkanals ist 1,2 bis 2 Millimeter. Die Narbenköpfchen sind breit und wollig.
Die Hagebutte ist drüsenlos.
(Bemerkung: taxonomisch kritisch sind die zu Rosa rubiginosa neigenden, schwerpunktmäßig in Südost-Mecklenburg vorkommenden Biotypen mit stieldrüsigen Blütenstielen, die bislang als Rosa elliptica subsp. subeglanteria bezeichnet wurden.)
Die Chromosomenzahl beträgt 2n = 35, bei der Unterart subsp. inodora 35 oder 42.

## Vorkommen
Die Keilblättrige Rose ist ein präalpin-gemäßigt kontinentales Florenelement. Das mitteleuropäische Verbreitungsgebiet erstreckt sich von Burgund über die Alpen, Süddeutschland und Böhmen bis zu den Karpaten. Im Gegensatz zur Rosa agrestis, deren Areal hauptsächlich in Süd- und Westeuropa liegt, scheint die Keilblättrige Rose im Wesentlichen nur in Mitteleuropa vorzukommen. In der Süd- und Westschweiz findet man sie selten, desgleichen in Niederösterreich und in der Steiermark. In den Alpen kommt sie nur am Südfuß und in den Tälern vor; möglicherweise auch in Südtirol.
Sie besiedelt lichte Trockenwälder und Trockengebüsche und fehlt in Mitteleuropa im Tiefland; sonst tritt sie nur vereinzelt in sommertrockenen Gebieten mit kalkhaltigem Gestein, also im Osten des Gebiets auf. Die Keilblättrige Rose braucht eher flachgründige, lockere, steinige, kalkhaltige, trockene Lehm- oder Tonböden.

## Systematik
Rosa elliptica gehört zur Sektion Caninae aus der Untergattung Rosa in der Gattung Rosa.
Die Erstveröffentlichung von Rosa elliptica erfolgte durch Ignaz Friedrich Tausch. Ein Synonym für Rosa elliptica Tausch ist Rosa graveolens Gren.
Es wurden folgende Unterarten beschrieben:
- Rosa elliptica Tausch subsp. elliptica deren Kelchblätter lang gefiedert sind, nach der Blüte aufgerichtet als Schopf verbleiben und die auf dem Rücken keine Drüsen haben.
- Rosa elliptica subsp. inodora (Fr.) Schwertschl., deren Kelchblätter wie subsp. elliptica nach der Anthese flattrig ausgebreitet sind und bis zur Fruchtreife abfallen. Der Wuchs dieser Unterart ist locker, und die Stacheln an den Blütenzweigen können auch fehlen.

Nach Euro+Med ist aber Rosa inodora 1814 der ältere gültige Name gegenüber Rosa elliptica 1819. Hält man also beide Sippen als getrennte Unterarten aufrecht, so sind die beiden Unterarten als Rosa inodora subsp. elliptica und Rosa inodora subsp. inodora zu benennen.